# Горњи Шел
Горњи Шел или Горње Село (грч. Άνω Σέλι) је насељено место у општини Негуш у периферији Средишња Македонија, Грчка. Према попису из 2021. године било је 18 становника.
Према бугарском географу и историчару, Василу Канчову, у Горњем Шелу је 1900. године живело 1.200 Аромуна. Горњи Шел је некада било словенско село, које је разорено током Негушког устанка 1822. године од војске Лобут-паше. Мештани који су успели да се спасу избегли су у источне делове Македоније. Касније ово место насељавају аромунске сточарске породице из Епира.